# James Wilson (voetballer)
James Antony Wilson (Biddulph, 1 december 1995) is een Engels voetballer die bij voorkeur als aanvaller speelt. Hij stroomde in 2014 door vanuit de jeugd van Manchester United.

## Carrière
Wilson stroomde in 2014 door vanuit de jeugdopleiding van Manchester United. Op 5 april 2014 zat hij voor het eerst op de bank bij het eerste elftal tijdens een wedstrijd in de Premier League, uit bij Newcastle United. Op 6 mei 2014 gaf interim-trainer Ryan Giggs Wilson een basisplaats tegen Hull City AFC. Hij maakte na 31 minuten de openingstreffer op aangeven van Marouane Fellaini en verdubbelde na 61 minuten zelf de score. Drie minuten later werd hij gewisseld voor Robin van Persie, die een derde doelpunt voor United maakte. In het seizoen 2014/15 kreeg Wilson van trainer Louis van Gaal speeltijd in dertien competitiewedstrijden, waarin hij eenmaal trefzeker was (op 17 januari 2015, uit bij Queens Park Rangers). Hij verlengde in september 2015 zijn contract bij Manchester United tot medio 2019, met een optie voor nog een seizoen. Op 26 november 2015 werd Wilson voor de rest van het seizoen uitgeleend aan Brighton & Hove Albion. Daarna is hij nog verhuurd aan Derby County, Sheffield United en Aberdeen FC. Na afloop van zijn contract vertrok hij transfervrij naar de laatste club, met een contract voor twee jaar. Na een half seizoen stapte hij over naar Salford City in de League Two.

### Carrièrestatistieken
| Seizoen | Club                     | Competitie           | Duels | Goals |
| ------- | ------------------------ | -------------------- | ----- | ----- |
| 2013/14 | Manchester United        | Premier League       | 1     | 2     |
| 2014/15 | Manchester United        | Premier League       | 13    | 1     |
| 2015/16 | Manchester United        | Premier League       | 1     | 0     |
| 2015/16 | → Brighton & Hove Albion | Championship         | 27    | 5     |
| 2016/17 | → Derby County           | Championship         | 4     | 0     |
| 2017/18 | → Sheffield United       | Championship         | 8     | 1     |
| 2018/19 | → Aberdeen FC            | Scottish Premiership | 24    | 4     |
| 2019/20 | Aberdeen FC              | Scottish Premiership | 11    | 0     |
| 2019/20 | Salford City FC          | League Two           | 5     | 2     |
| 2020/21 | Salford City FC          | League Two           | 17    | 6     |
| Totaal  | Totaal                   | Totaal               | 111   | 21    |

## Interlandcarrière
Wilson kwam eenmaal uit voor Engeland –16. In 2013 debuteerde hij voor Engeland –19, waarvoor hij driemaal in actie kwam (één doelpunt); Wilson speelde vervolgens op 12 november 2014 zijn eerste wedstrijd in het jeugdelftal onder 20.